# Minami Kuribayashi
Minami Kuribayashi (栗林 みな実?, Kuribayashi Minami; Shizuoka, 11 giugno 1976) è una cantante e doppiatrice giapponese.

## Doppiaggio

### Serie TV anime
- High School DxD Hero (Opening)
- Kimi ga Nozomu Eien (Haruka Suzumiya)
- Mai Otome (Erstin Ho)
- School Days (Minami Obuchi)

### OVA
- Akane Maniax (Haruka Suzumiya)
- Ayumayu Gekijou (Haruka Suzumiya, Kasumi Yashiro)
- Kimi ga Nozomu Eien ~Next Season~ (Haruka Suzumiya)
- Mai-Otome Zwei (Ribbon-chan)
- School Days ~Magical Heart Kokoro-chan~ (Minami Obuchi)

### ONA
- Ayumayu Gekijou (Haruka Suzumiya, Kasumi Yashiro)

### Videogiochi
- Age Maniax (Susie, Fumino)
- Kaseki no Uta (化石の歌?) (Priere)
- Kimi ga Nozomu Eien (Haruka Suzumiya)
- School Days (Minami Obuchi)
- School Days L x H (Minami Obuchi)
- "Hello, world." (Haruka Tomonaga)
- Muv-Luv (Kasumi Yashiro)
- Muv-Luv Alternative (Kasumi Yashiro, Haruka Suzumiya)
- Muv-Luv Altered Fable (Kasumi Yashiro, Haruka Suzumiya)
- Mai-Otome: Otome Butoushi!! (Erstin Ho)